# Walter Nitsche
Walter Nitsche (* 7. Juni 1900 in Breslau; † 14. Juni 1969 in Soltau) war ein niedersächsischer Politiker (SPD) und Mitglied des Niedersächsischen Landtages.

## Leben
Nitsche besuchte von 1906 bis 1918 das Elisabeth-Gymnasium in Breslau. Im Oktober und November 1918 nahm er kurzfristig als Rekrut im Ersatz-Feld-Artillerie-Regiment Nr. 6 am Ersten Weltkrieg teil. Vom 18. Februar bis 20. März 1919 war er im Grenzschutz Oberschlesien beim Reserve-Jäger-Bataillon Nr. 11 und vom 21. März 1919 bis 31. März 1920 beim Freikorps Chappuis und anderen Freikorps; in Folge erhielt er den Schlesischen Adler II. Stufe. Er absolvierte ein juristisches und volkswirtschaftliches Studium an der Universität Breslau. Nach der erfolgreichen ersten juristischen Staatsprüfung am 3. November 1923 wurde er 1923 Gerichtsreferendar in Breslau, wo er im selben Jahr auch promovierte. Nach der Großen juristischen Staatsprüfung am 9. November 1927 wurde er im selben Jahr in Berlin Gerichtsassessor. Vom 1. Januar bis 31. August 1931 war er Gerichtsassessor am Landgericht Breslau. Vom 1. September 1931 bis zum 8. September 1939 war er anschließend Landgerichtsrat und Richter am Landgericht Breslau.
Politisch hatte Nitsche bis 1927 der DNVP angehört. Zudem war er seit 1. Juni 1920 Mitglied im Deutschvölkischen Schutz- und Trutzbund (Mitglieds-Nr. 92.351). Zum 3. November 1933 trat er in die SA ein, in der er den Rang eines Scharführers erreichte. Ebenfalls 1933 trat er dem NS-Rechtswahrerbund bei (Mitgliedsnummer 10.456), 1934 der NSV (Mitgliedsnummer 830.489). Am 7. Juli 1937 beantragte er die Aufnahme in die NSDAP und wurde rückwirkend zum 1. Mai desselben Jahres aufgenommen (Mitgliedsnummer 5.592.393).
Nitsche absolvierte jährliche, ca. einen Monat lange Wehrübungen in den Jahren 1935 bis 1939. Von 1939 bis 1945 war er im Zweiten Weltkrieg Kriegsteilnehmer und hatte zuletzt den Rang eines Hauptmanns der Reserve inne; er erhielt das Kriegsverdienstkreuz II. Klasse und das Eiserne Kreuz II. Klasse. Nach Kriegsgefangenschaft vom 22. Mai bis 6. September 1945 lebte er als Kriegsvertriebener in Münster. Ab September 1945 betätigte er sich als selbständiger beratender Volkswirt in Munsterlager-Raubkammer.
Vom Entnazifizierungs-Hauptausschuss des Stadtkreises Lüneburg wurde Nitsche am 5. Oktober 1948 in Kategorie V als entlastet entnazifiziert.
Nitsche wurde 1946 Mitglied der SPD. Auf kommunalpolitischer Ebene war er vielfach bei Gemeinde und Kreis tätig. Seit 1952 wurde er Mitglied des Kreistages. Er wurde in der dritten Wahlperiode erstmals zum Mitglied des Niedersächsischen Landtages vom 29. September 1955 bis 5. Mai 1959 gewählt. Eine Wiederwahl gelang ihm in der vierten Wahlperiode vom 26. Februar 1960 bis 5. Mai 1963 und der fünften Wahlperiode vom 18. November 1963 bis 5. Juni 1967. Nitsche war Vorsitzender des Wahlprüfungsausschusses vom 4. Oktober 1961 bis 5. Mai 1963.